# Emily Campbell
Emily Campbell, född 6 maj 1994, är en brittisk tyngdlyftare.

## Karriär
I augusti 2021 vid OS i Tokyo tog Campbell silver i +87-kilosklassen efter att ha lyft totalt 283 kg. Vid olympiska sommarspelen 2024 i Paris tog hon brons i +81 kg-klassen.